# Temporada da Associazione Calcio Milan de 2006–07
O Milan começou o Campeonato Italiano com oito pontos a menos, como punição ao escândalo de resultados combinados, e a participação na fase preliminar da Liga dos Campeões da UEFA. A Justiça italiana abrandou a pena que originalmente levaria a equipe rubro-negra a perder 15 pontos e o não ter o direito de disputar a Liga dos Campeões da UEFA.

## Uniforme
Fornecedor:
- Adidas

Patrocinadores Principais:
- bwin

| 1ª | 2ª | 3ª |

## Resultados
- UEFA Champions League: vencedor, campeão da Europa pela sétima vez
- Série A: quarto colocado
- Copa da Itália: Semifinalista

## Jogadores

### Elenco
Legenda
- : Capitão
- : Prata da casa (Jogador da base)
- : Jogador lesionado

## Transferências no meio da temporada

### Entradas
| Data          | Nome          | Nacionalidade   | Posição          | Origem      | Valor | Ref. |
| ------------- | ------------- | --------------- | ---------------- | ----------- | ----- | ---- |
|               | Leandro Grimi | Argentina       | Lateral-esquerdo | Racing Club | 2 M € |      |
| Ronaldo       | Brasil        | Atacante        | Real Madrid      | 7,5 M €     |       |      |
| Marco Storari | Itália        | Goleiro         | Messina          |             |       |      |
| Massimo Oddo  | Itália        | Lateral-direito | Lazio            | 7,7 M €     |       |      |

### Saídas
| Data | Nome            | Nacionalidade | Posição       | Origem | Valor | Ref. |
| ---- | --------------- | ------------- | ------------- | ------ | ----- | ---- |
|      | Pasquale Foggia | Itália        | Meia-atacante | Lazio  |       |      |

## Competições

### Série A
| Rodada | Data                 | Partida            | Resultato | Gols |
| ------ | -------------------- | ------------------ | --------- | --- |
| 1      | 10 de setembro 2006  | Milan - Lazio      | 2 - 1     | 26' F.Inzaghi, 70' Oliveira, 73' Makinwa (L)                                                                       |
| 2      | 17 de setembro 2006  | Parma - Milan      | 0 - 2     | 25' Seedorf, 86' Kaká pen.                                                                                         |
| 3      | 20 de setembro 2006  | Milan - Ascoli     | 1 - 0     | 67' Jankulovski |
| 4      | 23 de setembro 2006  | Livorno - Milan    | 0 - 0     | - |
| 5      | 1° de outubro 2006   | Milan - Siena      | 0 - 0     | - |
| 6      | 15 de outubro 2006   | Sampdoria - Milan  | 1 - 1     | 69' Bonazzoli (S), 83' Kaladze                                                                                     |
| 7      | 22 de outubro 2006   | Milan - Palermo    | 0 - 2     | 48' Bresciano, 74' Amauri                                                                                          |
| 8      | 25 de outubro 2006   | Chievo - Milan     | 0 - 1     | 31' Jankulovski |
| 9      | 28 de outubro 2006   | Milan - Inter      | 3 - 4     | 17' Crespo (I), 22' Stankovic (I), 47' Ibrahimović (I), 50' Seedorf, 69' Materazzi (I), 76' Gilardino, 90'+1' Kaká |
| 10     | 5 de novembro 2006   | Atalanta - Milan   | 2 - 0     | 50' Ventola, 90'+2' Soncin                                                                                         |
| 11     | 11 de novembro 2006  | Milan - Roma       | 1 - 2     | 7' Totti (R), 56' Brocchi, 83' Totti (R)                                                                           |
| 12     | 18 de novembro 2006  | Empoli - Milan     | 0 - 0     | - |
| 13     | 25 de novembro 2006  | Milan - Messina    | 1 - 0     | 13' Maldini |
| 14     | 3 de dezembro 2006   | Cagliari - Milan   | 2 - 2     | 48' Gilardino, 53' Suazo pen. (C), 65' Capone (C), 70' Borriello                                                   |
| 15     | 10 de dezembro 2006  | Milan - Torino     | 0 - 0     | - |
| 16     | 16 de dezembro 2006  | Fiorentina - Milan | 2 - 2     | 4' Gilardino, 20' Mutu pen. (F), 70' Mutu (F), 90' Gilardino                                                       |
| 17     | 20 de dezembro 2006  | Milan - Catania    | 3 - 0     | 4' Kaká, 82' Gilardino, 88' Kaká                                                                                   |
| 18     | 23 de dezembro 2006  | Udinese - Milan    | 0 - 3     | 30' Kaká pen., 34' Gilardino, 75' Oliveira                                                                         |
| 19     | 14 de janeiro 2007   | Milan - Reggina    | 3 - 1     | 6' Pirlo, 35' Seedorf, 66' Bianchi (R), 78' Gilardino                                                              |
| 20     | 21 de janeiro 2007   | Lazio - Milan      | 0 - 0     | - |
| 21     | 28 de janeiro 2007   | Milan - Parma      | 1 - 0     | 76' F.Inzaghi |
| 22     | 18 de abril 2007     | Ascoli - Milan     | 2 - 5     | 2' Gilardino, 24' Kaká pen., 26' Gilardino, 32' Di Biagio (A) pen., 34' Kaká, 40' Guberti (A), 74' Seedorf         |
| 23     | 11 de fevereiro 2007 | Milan - Livorno    | 2 - 1     | 29' Gattuso, 31' C.Lucarelli, 68' Jankulovski                                                                      |
| 24     | 17 de fevereiro 2007 | Siena - Milan      | 3 - 4     | 16' Ronaldo, 19' Vergassola (S), 29' Oliveira, 30' Maccarone (S), 81' Ronaldo, 89' Maccarone (S), 90'+4' Ambrosini |
| 25     | 25 de fevereiro 2007 | Milan - Sampdoria  | 1 - 0     | 90' Ambrosini |
| 26     | 28 de fevereiro 2007 | Palermo - Milan    | 0 - 0     | - |
| 27     | 4 de março 2007      | Milan - Chievo     | 3 - 1     | 17' Pellissier (C) , 33' Gilardino, 55' Oddo, 90'+3' Seedorf                                                       |
| 28     | 11 de março 2007     | Inter - Milan      | 2 - 1     | 40' Ronaldo, 54' Cruz (I), 75' Ibrahimović (I)                                                                     |
| 29     | 18 de março 2007     | Milan - Atalanta   | 1 - 0     | 40' Ambrosini |
| 30     | 31 de março 2007     | Roma - Milan       | 1 - 1     | 4' Mexès (R), 62' Gilardino                                                                                        |
| 31     | 7 de abril 2007      | Milan - Empoli     | 3 - 1     | 12' Ronaldo, 43' Saudati (E), 44' Gilardino, 78' Favalli                                                           |
| 32     | 15 de abril 2007     | Messina - Milan    | 1 - 3     | 14' Kaká, 29' Favalli, 86' Ronaldo, 90'+2' Masiello (Me)                                                           |
| 33     | 21 de abril 2007     | Milan - Cagliari   | 3 - 1     | 14' Ronaldo, 68' Ronaldo, 74' Suazo (C) pen., 80' Pirlo                                                            |
| 34     | 28 de abril 2007     | Torino - Milan     | 0 - 1     | 25' Seedorf |
| 35     | 6 de maio 2007       | Milan - Fiorentina | 0 - 0     | - |
| 36     | 13 de maio 2007      | Catania - Milan    | 1 - 1     | 6' Seedorf, 61' Spinesi (C)                                                                                        |
| 37     | 19 de maio 2007      | Milan - Udinese    | 2 - 3     | 10' Asamoah (U), 36' Gourcuff, 52' Di Natale (U), 57' Costacurta pen., 61' Barreto (U)                             |
| 38     | 27 de maio 2007      | Reggina - Milan    | 2 - 0     | 8' Amoruso, 66' Amerini                                                                                            |

## UEFA Champions League

### Fase Preliminar: Terceiro Turno
Ida: 9 de agosto de 2006
Volta: 22 de agosto de 2006
| 9 de agosto 2006 20:45 | Milan           | 1 - 0 | Estrela Vermelha | San Siro, Milão Espectadores: 70.510 Árbitro: Jan Willem Wegereef (Holanda) |
| 9 de agosto 2006 20:45 | F.Inzaghi (22') |       |                  | San Siro, Milão Espectadores: 70.510 Árbitro: Jan Willem Wegereef (Holanda) |

| 22 de agosto 2006 21:00 | Estrela Vermelha | 1 - 2 | Milan                         | San Siro, Milão Espectadores: 55.000 Árbitro: Claus Bo Larsen (Suécia) |
| 22 de agosto 2006 21:00 | Djokic (80')     |       | F.Inzaghi (29') Seedorf (79') | San Siro, Milão Espectadores: 55.000 Árbitro: Claus Bo Larsen (Suécia) |

### Fase de Grupos: Grupo H

#### Resultados
| 13 de setembro 2006 20:45 | Milan                                          | 3 - 0 | AEK Atenas | San Siro, Milão Espectadores: 31.836 Árbitro: Michael Riley (Inglaterra) |
| 13 de setembro 2006 20:45 | F.Inzaghi (17') Gourcuff (41') Kaká pen. (77') |       |            | San Siro, Milão Espectadores: 31.836 Árbitro: Michael Riley (Inglaterra) |

| 26 de setembro 2006 20:45 | Lille | 0 - 0 | Milan | Félix Bollaert, Lens Espectadores: 39.000 Árbitro: Manuel Enrique Mejuto Gonzalez (Espanha) |
| 26 de setembro 2006 20:45 |       |       |       | Félix Bollaert, Lens Espectadores: 39.000 Árbitro: Manuel Enrique Mejuto Gonzalez (Espanha) |

| 17 de outubro 2006 20:45 | Anderlecht | 0 - 1      | Milan | Constant Vanden Stock, Anderlecht Espectadores: 20.129 Árbitro: Luis Medina Cantalejo (Espanha) |
| 17 de outubro 2006 20:45 |            | Kaká (59') |       | Constant Vanden Stock, Anderlecht Espectadores: 20.129 Árbitro: Luis Medina Cantalejo (Espanha) |

| 1 de novembro 2006 20:45 | Milan                                                | 4 - 1 | Bélgica Anderlecht | San Siro, Milão Espectadores: 37.768 Árbitro: Herbert Fandel (Alemanha) |
| 1 de novembro 2006 20:45 | Kaká pen. (7') Kaká (22') Kaká (57') Gilardino (89') |       | Juhasz (62')       | San Siro, Milão Espectadores: 37.768 Árbitro: Herbert Fandel (Alemanha) |

| 21 de novembro 2006 20:45 | AEK Atenas        | 1 - 0 | Milan | Estádio Olímpico de Atenas, Atenas Espectadores: 56.203 Árbitro: Eric Braamhaar (Noruega) |
| 21 de novembro 2006 20:45 | Júlio César (32') |       |       | Estádio Olímpico de Atenas, Atenas Espectadores: 56.203 Árbitro: Eric Braamhaar (Noruega) |

| 6 de dezembro 2006 20:45 | Milan | 0 - 2                       | Lille | San Siro, Milão Espectadores: 27.067 Árbitro: Graham Poll (Inglaterra) |
| 6 de dezembro 2006 20:45 |       | Keita (8') Odemwingie (67') |       | San Siro, Milão Espectadores: 27.067 Árbitro: Graham Poll (Inglaterra) |

#### Classificação
|  | Equipe     | Pts | V | E | D | GP | GC | SG |
|  | ---------- | --- | - | - | - | -- | -- | -- |
|  | Milan      | 10  | 3 | 1 | 2 | 8  | 4  | +4 |
|  | Lille      | 9   | 2 | 3 | 1 | 8  | 5  | +3 |
|  | AEK Atenas | 8   | 2 | 2 | 2 | 6  | 9  | -3 |
|  | Anderlecht | 3   | 0 | 4 | 2 | 7  | 11 | -4 |

### Oitavas-de-final
| 20 de fevereiro 2007 20:45 | Celtic Glasgow | 0 - 0 | Milan | Celtic Park, Glasgow Espectadores: 58.785 Árbitro: Terje Hauge (Noruega) |
| 20 de fevereiro 2007 20:45 |                |       |       | Celtic Park, Glasgow Espectadores: 58.785 Árbitro: Terje Hauge (Noruega) |

| 7 de março 2007 20:45 | Milan      | 1 - 0 dts | Celtic Glasgow | San Siro, Milão Espectadores: 60.000 circa Árbitro: Konrad Plautz (Áustria) |
| 7 de março 2007 20:45 | Kaká (93') |           |                | San Siro, Milão Espectadores: 60.000 circa Árbitro: Konrad Plautz (Áustria) |

### Quartas-de-final
| 3 de abril 2007 20:45 | Milan                       | 2 - 2 | Bayern Munique                       | San Siro, Milão Espectadores: 65.000 Árbitro: Yuri Baskakov (Rússia) |
| 3 de abril 2007 20:45 | Pirlo (40') Kaká pen. (85') |       | Van Buyten (77') Van Buyten (90'+3') | San Siro, Milão Espectadores: 65.000 Árbitro: Yuri Baskakov (Rússia) |

| 11 de abril 2007 20:45 | Bayern Munique | 0 - 2                         | Milan | Allianz Arena, Monaco di Baviera Espectadores: 66.000 Árbitro: Manuel Enrique Mejuto Gonzalez (Espanha) |
| 11 de abril 2007 20:45 |                | Seedorf (27') F.Inzaghi (32') |       | Allianz Arena, Monaco di Baviera Espectadores: 66.000 Árbitro: Manuel Enrique Mejuto Gonzalez (Espanha) |

### Semifinais
| 24 de abril 2007 20:45 | Manchester United                           | 3 - 2 | Milan                 | Old Trafford, Manchester Espectadores: 75.000 Árbitro: Kyros Vassaras (Grécia) |
| 24 de abril 2007 20:45 | C.Ronaldo (6') Rooney (59') Rooney (90'+1') |       | Kaká (22') Kaká (37') | Old Trafford, Manchester Espectadores: 75.000 Árbitro: Kyros Vassaras (Grécia) |

| 2 de maio 2007 20:45 | Milan                                    | 3 - 0 | Manchester United | San Siro, Milão Espectadores: 67.500 Árbitro: Frank De Bleeckere (Bélgica) |
| 2 de maio 2007 20:45 | Kaká (11') Seedorf (30') Gilardino (78') |       |                   | San Siro, Milão Espectadores: 67.500 Árbitro: Frank De Bleeckere (Bélgica) |

### Final
| 23 de maio 2007 20:45 | Liverpool FC    | 1 – 2    | Milan                           | Estádio Olímpico de Atenas, Atenas Público: 70.000 Árbitro: Herbert Fandel (Alemanha) |
|                       | Dirk Kuyt (88') | (Report) | F.Inzaghi (45') F.Inzaghi (82') |                                                                                       |

## Copa da Itália

### Oitavas-de-final
| 8 de novembro 2006 20:45 | Milan                                                         | 4 - 2 | Brescia                       | San Siro, Milão Espectadores: 1.833 Árbitro: Paolo Mazzoleni |
| 8 de novembro 2006 20:45 | Borriello (60') Brocchi (64') F.Inzaghi (78') Borriello (86') |       | Serafini (34') Alfageme (36') | San Siro, Milão Espectadores: 1.833 Árbitro: Paolo Mazzoleni |

| 29 de novembro 2006 20:45 | Brescia      | 1 - 2 | Milan                            | Stadio Rigamonti, Bréscia Espectadores: 3.000 Árbitro: Mauro Bergonzi |
| 29 de novembro 2006 20:45 | Hamsik (43') |       | Oliveira (14') aut. Zoboli (19') | Stadio Rigamonti, Bréscia Espectadores: 3.000 Árbitro: Mauro Bergonzi |

### Quartas-de-final
| 10 de janeiro 2007 20:45 | Milan                           | 2 - 0 | Arezzo | San Siro, Milão Espectadores: 3.822 Árbitro: Andrea De Marco |
| 10 de janeiro 2007 20:45 | Gilardino (34') F.Inzaghi (50') |       |        | San Siro, Milão Espectadores: 3.822 Árbitro: Andrea De Marco |

| 18 de janeiro 2007 20:45 | Arezzo             | 1 - 0 | Milan | Stadio "Città di Arezzo", Arezzo Espectadores: 8.887 Árbitro: Oberdan Pantana |
| 18 de janeiro 2007 20:45 | Floro Flores (52') |       |       | Stadio "Città di Arezzo", Arezzo Espectadores: 8.887 Árbitro: Oberdan Pantana |

### Semifinais
| 25 de janeiro 2007 20:45 | Milan                         | 2 - 2 | Roma                         | San Siro, Milão Espectadores: 6.000 circa Árbitro: Paolo Bertini |
| 25 de janeiro 2007 20:45 | Oliveira (4') F.Inzaghi (23') |       | Perrotta (28') Pizarro (39') | San Siro, Milão Espectadores: 6.000 circa Árbitro: Paolo Bertini |

| 31 de janeiro 2007 20:45 | Roma                                      | 3 - 1 | Milan           | Stadio Olimpico, Roma Espectadores: 39.249 Árbitro: Nicola Rizzoli |
| 31 de janeiro 2007 20:45 | Mancini (8') Perrotta (23') Pizarro (46') |       | Gilardino (18') | Stadio Olimpico, Roma Espectadores: 39.249 Árbitro: Nicola Rizzoli |

## Artilheiros
| Artilheiros | Posição    | Gol |
| ----------- | ---------- | --- |
| Kaká        | meio-campo | 18  |
| Gilardino   | atacante   | 16  |
| F.Inzaghi   | atacante   | 11  |
| Seedorf     | meio-campo | 10  |
| Ronaldo     | atacante   | 7   |
| Oliveira    | atacante   | 5   |
| Ambrosini   | meio-campo | 3   |
| Borriello   | atacante   | 3   |
| Jankulovski | defensor   | 3   |
| Pirlo       | meio-campo | 3   |
| Brocchi     | meio-campo | 2   |
| Favalli     | defensor   | 2   |
| Gourcuff    | meio-campo | 2   |
| Costacurta  | defensor   | 1   |
| Gattuso     | meio-campo | 1   |
| Kaladze     | defensor   | 1   |
| Maldini     | defensor   | 1   |
| Oddo        | defensor   | 1   |